# Lajos Zilahy
Lajos Zilahy (ur. 27 marca 1891 w Nagyszaloncie, zm. 1 grudnia 1974 w Nowym Sadzie) – węgierski powieściopisarz i dramaturg.
Urodził się w Nagyszaloncie w Siedmiogrodzie, prowincji Austro-Węgier. Studiował prawo na Uniwersytecie w Budapeszcie. Następnie został wcielony do wojska cesarskiego i walczył na wschodnim froncie I wojny światowej. Na podstawie wojennych doświadczeń napisał bestsellerową powieść Két fogoly.
Był aktywny w filmie. Napisana w 1928 roku powieść Valamit visz a víz została dwukrotnie zekranizowana. Pierwszy raz przeniesiono ją na ekran w 1943. Sam pisarz napisał scenariusz i współreżyserował z Gusztávem Oláhem, film pod angielskim tytułem Something Is in the Water. Do kolejnej adaptacji doszło w 1969 roku. Węgier i dwaj czechosłowaccy autorzy napisali scenariusz (Imre Gyöngyössy, Ján Kadár, i Elmar Klos). Film reżyserowali Słowak, Węgier i Czech, a zdjęcia kręcono w Danube na Słowacji pod tytułem Touha zvaná Anada (Pożądanie zwane Anada).
Lajos Zilahy został sekretarzem generalnym węgierskiego oddziału PEN Clubu, lecz z powodu liberalnego światopoglądu, spotykały go liczne nieprzyjemności ze strony komunistycznego reżimu. Zilahy opuścił Węgry w 1947 roku i resztę życia spędził w USA. Na emigracji napisał trylogię A Dukay család opisującą losy arystokratycznej rodziny węgierskiej od ery napoleońskiej do połowy XX wieku.
Zmarł w trakcie wizyty w Jugosławii w Nowym Sadzie.

## Wybrana twórczość
- Valamit visz a víz (1928)
- Két fogoly (1931)
- Rézmetszet alkonyat (1949)
- A dühödt angyal (1953)
- Bíbor évszázad (1965)